# Gordon Smith (Politikwissenschaftler)

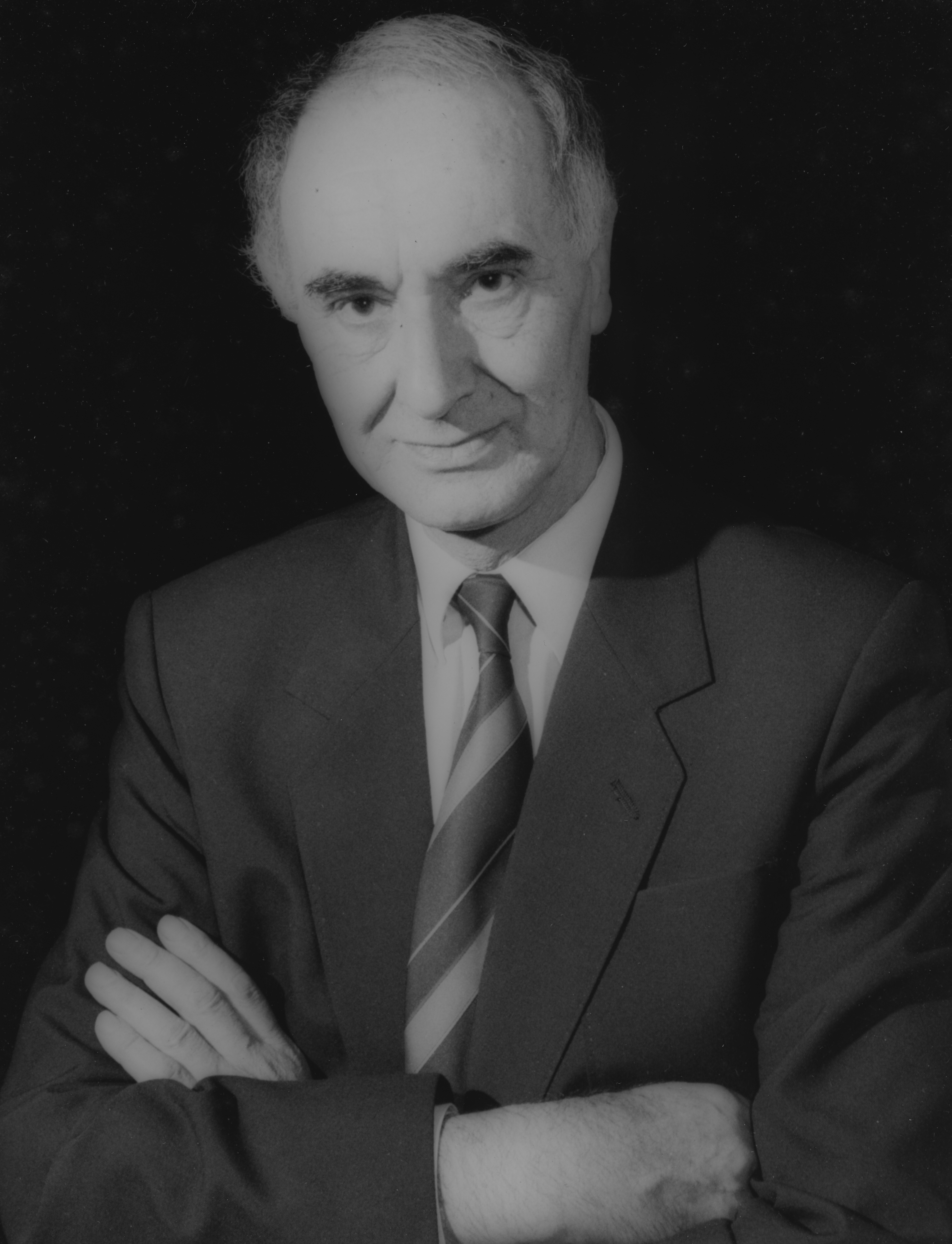
Gordon Smith

Gordon Smith (* 16. September 1927 in London; † 2. Dezember 2009) war ein britischer Politologe.

## Leben
1945 wurde er in die British Army eingezogen, er erlebte das Ende des Zweiten Weltkriegs in Deutschland und war bis 1948 in Hamburg stationiert. Hier lernte er seine spätere Ehefrau Dorothea kennen, die zu den Gründungsmitgliedern der Jusos bei deren Wiedergründung nach dem Krieg gehört hatte.
Nach seiner Rückkehr nach London studierte er Politikwissenschaft an der London School of Economics, wo er 1952 einen Bachelor-Abschluss machte. Danach war er zunächst in den Personalabteilungen privater Unternehmen tätig, dann gab er in Melton Mowbray Gemeinschaftskunde-Unterricht für Berufsschüler. Nebenher schrieb er eine Dissertation über das Parteiensystem der Bundesrepublik Deutschland, mit der er 1964 an der London School of Economics promoviert wurde. Er lebte in Bournemouth und hatte eine Dozentenstelle an einer Fachhochschule in London. Mit seinem ersten Buch Politics in Western Europe (1972), das er großteils auf den langen Zugfahrten zwischen Wohnort und Arbeitsstelle geschrieben hatte, legte er einen Vergleich der politischen Systeme von 19 westeuropäischen Staaten vor. Durch dieses Buch wurde Vincent Wright auf ihn aufmerksam, der dem inzwischen 45 Jahre alten Smith eine Stelle als Dozent an der London School of Economics verschaffte. 1989 wurde er dort Professor für Politikwissenschaft.
Sein Forschungsschwerpunkt war die Vergleichende Politikwissenschaft, bezogen auf die politischen Systeme der Staaten Westeuropas, insbesondere Deutschlands. Dabei lehnte er die Ansicht mancher Fachkollegen ab, man könne mit allgemeinen Theorien politische Vorgänge erklären; stattdessen hielt er die gute Kenntnis der Geschichte und Kultur eines Staates für das Verständnis politischer Entwicklungen für unabdingbar.

## Werke
- Politics in Western Europe. A comparative analysis, 1972 (ISBN 0-435-83785-0); 5. Aufl. 1989 (ISBN 0-8419-1263-7)
- Democracy in Western Germany. Parties and politics in the Federal Republic, 1979 (ISBN 0-435-83790-7); 3. Aufl. 1986 (ISBN 0-566-05157-5)
- als Herausgeber, mit William E. Paterson: The West German model. Perspectives on a stable state, 1981 (ISBN 0-7146-3180-9)
- als Herausgeber, mit Herbert Döring: Party government and political culture in Western Germany, 1982 (ISBN 0-312-59760-6)
- als Herausgeber: Developments in West German politics, 1989 (ISBN 0-333-47368-X)
- als Herausgeber, mit Peter Mair: Understanding party system change in Western Europe, 1990 (ISBN 0-7146-3381-X)
- als Herausgeber: Developments in German politics, 1992 (ISBN 0-8223-1266-2)

Gordon Smith war, gemeinsam mit Vincent Wright, Herausgeber der Fachzeitschrift West European Politics (ab 1978, ISSN 0140-2382). Mit einer Gruppe von Wissenschaftlern beteiligte er sich 1992 an der Gründung der Fachzeitschrift German politics (ISSN 0964-4008).